# Клименко, Иван Семёнович
Ива́н Семёнович Климе́нко (1862 — после 1917) — член III Государственной думы от Черниговской губернии.

## Биография
Из потомственных дворян. Землевладелец Мглинского уезда (118 десятин, а также мельница и дом в Мглине).
Окончил Новгород-Северскую гимназию и университет Святого Владимира по юридическому факультету (1887).
По окончании университета был избран участковым мировым судьей по Мглинскому уезду. С упразднением мирового института был земским начальником 3-го участка Мглинского уезда. С 1887 года избирался гласным Черниговского губернского земского собрания. В земстве работал сначала по страхованию, а затем по вопросу о преобразовании эмеритальной кассы. Был членом Союза 17 октября.
В 1907 году был избран членом III Государственной думы от 2-го съезда городских избирателей Черниговской губернии. Входил во фракцию октябристов. Состоял членом комиссий: продовольственной, по судебным реформам, по исполнению государственной росписи доходов и расходов, по народному образованию.
Судьба после 1917 года неизвестна. Был женат, имел двоих детей.